# Iwanowice (gmina)
Iwanowice – gmina wiejska w województwie małopolskim, w powiecie krakowskim. W latach 1975–1998 gmina położona była w województwie krakowskim.
Siedziba gminy to Iwanowice Włościańskie (do 30 grudnia 1999 pod nazwą Iwanowice).
Według danych z 31 grudnia 2020 roku gminę zamieszkiwało 9215 osób.
Przez gminę przebiega: droga krajowa nr 7; droga ekspresowa S7 (z węzłem Widoma oraz Miejscami Obsługi Podróżnych: Widoma Zachód i Widoma Wschód); droga wojewódzka nr 773.

## Struktura powierzchni
Według danych z roku 2002 gmina Iwanowice ma obszar 70,62 km², w tym:
- użytki rolne: 90%
- użytki leśne: 4%

Gmina stanowi 5,74% powierzchni powiatu.

## Demografia
Dane z 31 grudnia 2017:
| Opis                              | Ogółem | Ogółem | Kobiety | Kobiety | Mężczyźni | Mężczyźni |
| --------------------------------- | ------ | ------ | ------- | ------- | --------- | --------- |
| jednostka                         | osób   | %      | osób    | %       | osób      | %         |
| populacja                         | 9098   | 100    | 4508    | 49,5    | 4590      | 50,5      |
| gęstość zaludnienia (mieszk./km²) | 127    | 127    | 62,9    | 62,9    | 63,8      | 63,8      |

Czternasta pod względem liczby mieszkańców gmina, na 17 gmin powiatu krakowskiego.

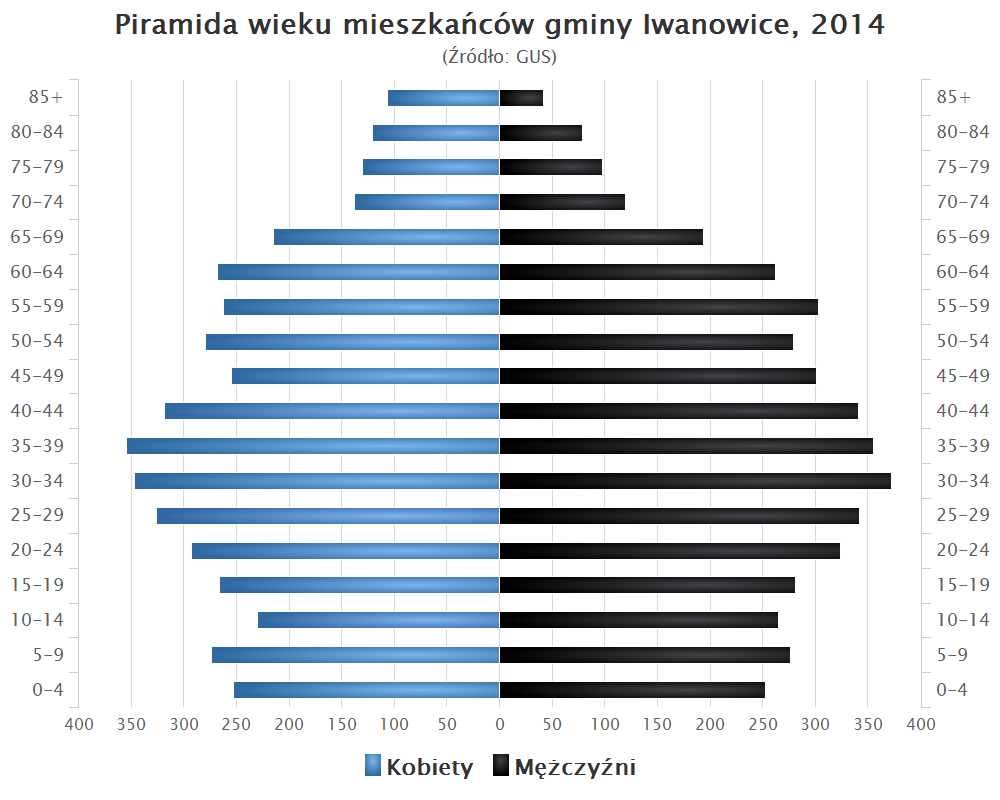
Piramida wieku mieszkańców gminy Iwanowice w 2014 roku

## Sołectwa
Biskupice, Celiny, Damice, Domiarki, Grzegorzowice Małe, Grzegorzowice Wielkie, Iwanowice Dworskie, Iwanowice Włościańskie, Krasieniec Stary, Krasieniec Zakupny, Lesieniec, Maszków, Narama, Poskwitów Nowy, Stary Poskwitów, Przestańsko, Sieciechowice, Sułkowice, Widoma, Władysław, Zagaje, Zalesie, Żerkowice.

## Szkolnictwo
Na terenie gminy działa 8 szkół podstawowych (Celiny, Damice, Iwanowice, Sieciechowice, Sułkowice, Widoma, Narama, Poskwitów), 2 przedszkola (Sieciechowice, Iwanowice).

## Sąsiednie gminy
Gołcza, Kocmyrzów-Luborzyca, Michałowice, Skała, Słomniki, Zielonki

## Administracja
Gmina Iwanowice jest członkiem stowarzyszenia Unia Miasteczek Polskich

## Zabytki
Obiekty wpisane do rejestru zabytków nieruchomych województwa małopolskiego:
- Kościół św. Trójcy w Iwanowicach
- Kaplica św. Rocha w Iwanowicach
- Zabytkowa karczma w Iwanowicach
- Kościół św. Andrzeja w Sieciechowicach
- Zespół dworski w Sieciechowicach

## Turystyka i rekreacja
Część terenu Dłubniańskiego Parku Krajobrazowego znajduje się w granicach Gminy Iwanowice. Podobnie jak w Ojcowskim Parku Narodowym występują tutaj skały wapienne. Ponadto teren ten charakteryzuje się występowaniem chronionych częściowo oraz ściśle gatunków roślin i zwierząt.
Przez gminę przebiegają dwie trasy rowerowe o łącznej długości 10 km. W ramach ich budowy utworzono również Miejsca Obsługi Rowerzysty, które zapewniają przestrzeń do odpoczynku w trakcie wycieczek.